# 포사이스 에드워즈 표기법
포사이스 에드워즈 표기법(Forsyth–Edwards Notation,FEN)은 체스 기보법의 하나이다. 스코틀랜드의 언론인 데이비드 포사이스(David Forsyth)가 개발하고 Steven J. Edwards가 컴퓨터에서 쓰기 쉽도록 개량하였다.

## 방법
모두 6단계로 구성된다. 이 표기법은 게임을 다시 시작할 수 있도록 충분한 정보를 제공한다.
1단계는 기물의 위치를 기록한다. 백이 보는 방향에서 오른쪽으로 또 아래로 옮겨간다. 즉 8랭크부터 1랭크 순, a파일부터 h파일 순이다. 각 기물은 영어 명칭의 첫 글자로 표기하되, 나이트는 킹과 혼동됨을 막고자 n을 사용한다. 흑은 소문자, 백은 대문자로 적는다. 빈 칸은 그 개수와 같은 아라비아 숫자로 표시하되, 줄이 바뀌면 슬래시를 붙인다.
2단계로 다음에 둘 차례가 백이면 w, 흑이면 b를 붙인다.
3단계는 캐슬링이 가능한지를 나타낸다. 불가능하면 하이픈을 쓰고, 가능하면 백은 대문자, 흑은 소문자 킹사이드는 케이 퀸사이드는 소문자로 네 가지 캐슬링 중 가능한 것을 적는다.
4단계로 앙파상을 당할 수 있는 폰을 적는다. 없으면 하이픈, 막 두 칸을 움직인 폰이 있으면 대수표기법으로 적는다.
5단계로 폰의 전진이나 기물 잡기 없이 몇 수가 지났는지 적는다.
마지막으로 전체 몇 수째인지 적는다.

## 같이 보기
- 체스 기보법
- 포터블 게임 노테이션